# Sam Garbarski

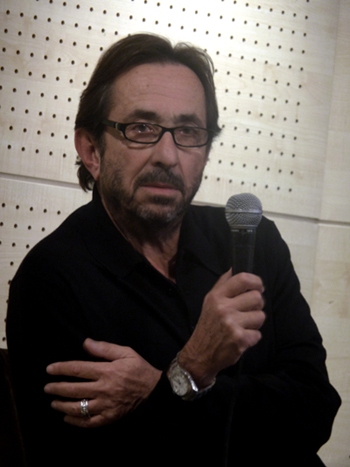
Sam Garbarski in Paris (2010)

Sam Garbarski (* 13. Februar 1948 in Planegg bei München) ist ein belgischer Filmregisseur.
Sam Garbarski wuchs in Bayern auf, ging aber im Alter von 22 Jahren nach Belgien. Dort gründete er 1970 eine Werbeagentur, die er bis 1997 leitete. Danach drehte er zahlreiche Werbefilme und 1998 seinen ersten Kurzfilm. 2003 stellte er mit Der Tango der Rashevskis seinen ersten Spielfilm vor. Mit seinem zweiten Spielfilm Irina Palm nahm er am Wettbewerb der Berlinale 2007 teil. Die Titelrolle besetzte er mit Marianne Faithfull. Der Film galt auf der Berlinale als Publikumsliebling und erhielt von der Leserjury der Berliner Morgenpost einen Publikumspreis. Die Hauptdarsteller Faithfull und Miki Manojlović wurden außerdem für den Europäischen Filmpreis 2007 nominiert.
2010 erschien sein Film Vertraute Fremde mit Alexandra Maria Lara.
Seine Arbeit an dem Film Vijay und ich – Meine Frau geht fremd mit mir brachten ihm im Jahr 2014 Nominierungen sowohl für die Beste Regie als auch für das Beste Drehbuch bei der Verleihung des belgischen Filmpreises Magritte ein.

## Filmografie
- 2003: Der Tango der Rashevskis
- 2007: Irina Palm
- 2010: Vertraute Fremde
- 2013: Vijay und ich – Meine Frau geht fremd mit mir (Vijay and I)
- 2017: Es war einmal in Deutschland…